# Eurovision Song Contest 1980
Eurovision Song Contest 1980 blev holdt i Den Haag, Holland. Israel magtede ikke at gentage værtsrollen og desuden blev det holdt på en national helligdag. BBC i Storbritannien blev spurgt om de ville overtage det, men de var ikke interesserede. Det var de til gengæld hos NOS i Holland.
Marokko debuterede som det første afrikanske land, men endte på en 18. plads. Det var så skuffende for den marokanske konge, at han besluttede at landet aldrig mere skulle deltage i konkurrencen.
Tyrkiet deltog igen da det ikke var i Israel konkurrencen foregik, men Monaco meldte sig ud og deltog ikke igen før 2004.

## Deltagere og resultater
| Land           | Solist                          | Sang (Oversættelse)                            | Plads. | Point |
| -------------- | ------------------------------- | ---------------------------------------------- | ------ | ----- |
| Østrig         | Blue Danube                     | Du bist Musik Du er musik                      | 8      | 64    |
| Tyrkiet        | Ajda Pekkan                     | Petr'oil Benzin                                | 15     | 23    |
| Grækenland     | Anna Vissi & Epikouri           | Autostop At blaffe                             | 13     | 30    |
| Luxembourg     | Sophie & Magaly                 | Papa pingouin Fader pingvin                    | 9      | 56    |
| Marokko        | Samira Bensaïd                  | Bitakat hob Kærlighedens kort                  | 18     | 7     |
| Italien        | Alan Sorrenti                   | Non so che darei Ved ikke, hvad der skal gives | 6      | 87    |
| Danmark        | Bamses Venner                   | Tænker altid på dig                            | 14     | 25    |
| Sverige        | Tomas Ledin                     | Just nu Lige nu                                | 10     | 47    |
| Schweiz        | Paola                           | Cinéma Biograf                                 | 4      | 104   |
| Finland        | Vesa-Matti Loiri                | Huilumies Fløjtespilleren                      | 19     | 6     |
| Norge          | Sverre Kjelsberg & Mattis Hætta | Samiid ædnan Samisk jord                       | 16     | 15    |
| Vesttyskland   | Katja Ebstein                   | Theater Teater                                 | 2      | 128   |
| Storbritannien | Prima Donna                     | Love enough for two Kærlighed nok til to       | 3      | 106   |
| Portugal       | José Cid                        | Um grande, grande amor En stor, stor kærlighed | 7      | 71    |
| Holland        | Maggie MacNeal                  | Amsterdam                                      | 5      | 93    |
| Frankrig       | Profil                          | Hé, hé m'sieurs dames Hej, hej, herrer, damer  | 11     | 45    |
| Irland         | Johnny Logan                    | What's another year Hvad betyder endnu et år?  | 1      | 143   |
| Spanien        | Trigo Limpio                    | Quédate esta noche Bliv i nat                  | 12     | 38    |
| Belgien        | Telex                           | Eurovision                                     | 17     | 14    |